# Aeschropteryx olivata
Aeschropteryx olivata là một loài bướm đêm trong họ Geometridae.